# Vous prendrez bien un dernier vert ?
Pour plus de détails, voir Fiche technique et Distribution.
Vous prendrez bien un dernier vert ? (Futurama: Into the Wild Green Yonder) constitue le quatrième et dernier film sorti en direct-to-video de la série télévisée Futurama.

## Synopsis
L'équipe de Planet Express se retrouve au milieu d'un conflit épique opposant deux forces vieilles de plusieurs millions d'années. Le père d'Amy Wong décide de faire construire un mini golf à l'échelle planétaire. Leela va rejoindre un groupe de partisanes écoféministes pour tenter d'empêcher la destruction d'une planète qui se trouve dans la trajectoire du mini golf.

## Fiche technique
- Titre : Vous prendrez bien un dernier vert ?
- Titre : Futurama: Into the Wild Green Yonder
- Réalisation : Peter Avanzino
- Scénario : David X. Cohen et Ken Keeler
- Musique : Christopher Tyng
- Montage : Paul D. Calder
- Production : Claudia Katz et Lee Supercinski
- Société de production : 20th Century Fox Television, The Curiosity Company et Twentieth Century Fox Animation
- Pays :  États-Unis
- Genre : Animation, comédie et science-fiction
- Durée : 89 minutes
- Sortie DVD aux  États-Unis : le 24 février 2009

## Distribution

### Voix françaises
- Laurent Mantel : Philip J. Fry, Calculon, Leo Wong
- Bernard Tiphaine : Bender, Narrateur, Lrrr, Richard Nixon, Donbot, Dr Zoidberg, le grand curateur
- Blanche Ravalec : Leela, Linda, Inez Wong, Boobs Van Der Bilt, Fanny, une des Feministas, Ginzberg, la femme de Michael
- Laurent Morteau : Baggie, Elzar, Clamps, Frida Waterfall, Hutch, Penn Jillette, l'annonceur du circuit du soleil, la publicité Crapaud-Hypno, le révérend Lionel Preacherbot, un spectateur, la tête de Snoop Dogg
- Julie Turin : Amy Wong, M'man, une des Feministas, LaBarbara Conrad, Petunia, gardienne-chef
- Lionel Melet : Zapp Brannigan, Hermes Conrad, Michael, Testeur
- Jean-Pierre Moulin : Professeur Hubert Farnsworth, le juge Thomas, Greffier, Encyclopode, l'esprit maléfique, l'ordinateur du vaisseau
- Michel Lasorne : Sal, Scalia, Scruffy, Joey Mousepad, Morbo, Kif Kroker, le narrateur (QG des Feministas), le père de Lrrr, un aliéné, le caissier du tournoi de poker, l'annonceur de la gare de sable

### Guest stars
- Snoop Dogg, Penn Jillette, Phil Hendrie et Seth MacFarlane.